# Густав Фрідріх Вааген
Густав Фрідріх Вааген (нім. Gustav Friedrich Waagen; нар. 11 лютого 1794, Гамбург — пом. 15 липня 1868, Копенгаген) — німецький історик мистецтва.

## Біографія
Народився в Гамбурзі, був сином художника-живописця і племінником поета Людвіга Тіка. Роботи батька дали перший поштовх його естетичному розвитку. У 1813—14 рр. брав участь в Наполеонівській кампанії, після повернення відвідував лекції у Вроцлавському університеті. Присвятив себе вивченню мистецтва, досліджував зібрання великих європейських галерей, спершу в Німеччині, потім в Голландії та Італії.
Після видання брошури про братів ван Ейків, був призначений на директорську посаду у новоствореному Берлінському музеї у 1832 році. Результатом його подорожі до Лондона і Парижа стала важлива публікація у трьох томах «Kunstwerke und Künstler in England und Paris» (Берлін, 1837–1839), яка склала основу наступної, більш важливої публікації «The Treasures of Art in Great Britain», перекладеної англійською Елізабет Істлейк (4 т., Лондон, 1854 і 1857). Вона залишається ключовим джерелом провенансу полотен того часу в Англії. Хоча Ваагена критикують за його «аматорське і непередбачуване експертне оцінювання» відносно сучасних стандартів, його робота вважалась високо авторитетною наступні пів-століття.
У 1844 році він отримав призначення професора історії мистецтв у Берлінському університеті, а у 1861 році був запрошений до Санкт-Петербурга як консультант з питань систематизації та іменування картин імператорської колекції. Після повернення опублікував книгу, присвячену ермітажному зібранню (Мюнхен, 1864).

## Перелік публікацій
- «Ueber einige in der Königl. Sammlung zu München befindliche egyptische Mumien» (Мюнхен, 1820) (нім.);
- «Ueber die Maler Huber und Johann Eyck» (Бреславль, 1822) (нім.);
- «Kunstwerke und Künstler in England und Paris» (3 т., Берлін, 1837—39) (нім.);
- «Kunstwerke und Künstler in Deutschland» (2 т., Лейпциг, 1843—45) (нім.);
- «Abhandlungen über Rubens» (в «Historisches Taschenbuch» Раумера, 1833) (нім.);
- «Ueber Andrea Mantegna und Luca Signorelli» (1850) (нім.), доповнене книгою «The treasures of art in Great Britain» (3 т., Лондон, 1854; доповнена в 1857) (англ.);
- «Die Gemäldesammlung in der Kaiserlichen Eremitage in St.-Petersburg» (Мюнхен, 1864) (нім.);
- «Die vornehmsten Kunstdenkmäler in Wien» (2 т., Відень, 1866—67) (нім.)[5].